# Estudos folclóricos

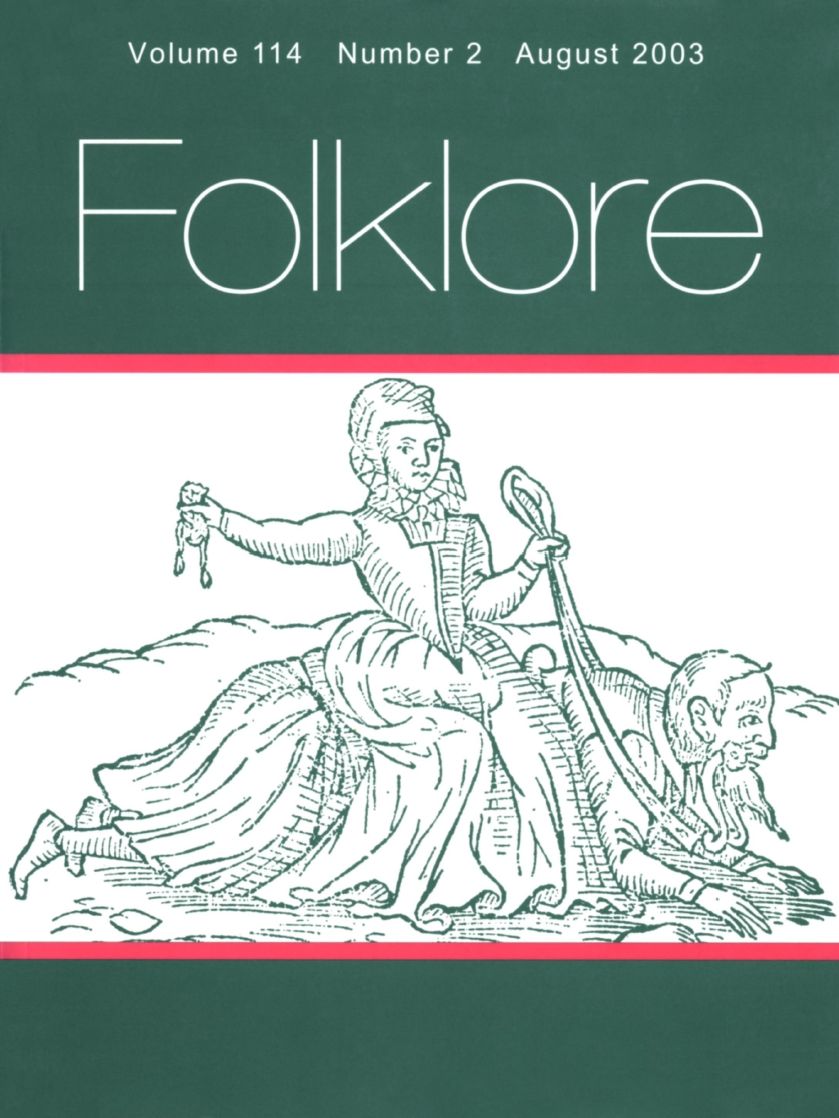
Capa do Folclore : "Ele perde o chapéu: Judith Philips montando um homem", de: The Brideling, Sadling e Ryding, de um rico Churle em Hampshire (1595)

Os estudos folclóricos, também conhecidos como folclorismo, e ocasionalmente estudos folclóricos ou estudos da vida folclórica em Los Angeles, é a disciplina acadêmica formal dedicada ao estudo do folclore. Esse termo, juntamente com seus sinônimos, ganhou nos anos 80 para distinguir o estudo acadêmico da cultura tradicional dos próprios artefatos folclóricos. Estabeleceu-se como um campo na Europa e na América do Norte, coordenando com Volkskunde (alemão), folkeminner (norueguês) e folkminnen (sueco), entre outros.

## Visão global
A importância dos estudos folclóricos e folclóricos foi reconhecida globalmente em 1982 no documento da UNESCO "Recomendação sobre a Salvaguarda da Cultura Tradicional e do Folclore". UNESCO novamente em 2003 publicou uma Convenção para a Salvaguarda do Patrimônio Cultural Imaterial. Paralelamente a essas declarações globais, a American Folklife Preservation Act (PL 94-201), aprovada pelo Congresso dos Estados Unidos em conjunto com a Celebração do Bicentenário de 1976, incluiu uma definição de folclore, também chamada de Folklife: 
"... [Folklife] significa a cultura expressiva tradicional compartilhada entre os vários grupos nos Estados Unidos: familiar, étnica, ocupacional, religiosa, regional; a cultura expressiva inclui uma ampla gama de formas criativas e simbólicas, como costumes, crenças, técnicas. habilidade, linguagem, literatura, arte, arquitetura, música, peça, dança, drama, ritual, pompa, artesanato; essas expressões são aprendidas principalmente por via oral, por imitação ou performance, e geralmente são mantidas sem o benefício de instrução formal ou direção institucional."
Essa lei foi adicionada à panóplia de outra legislação projetada para proteger o patrimônio natural e cultural dos Estados Unidos. Dá voz a um entendimento crescente de que a diversidade cultural dos Estados Unidos é uma força nacional e um recurso digno de proteção.
Para entender completamente o termo estudos folclóricos, é necessário esclarecer suas partes componentes: os termos folclore e tradição. Originalmente, a palavra povo aplicava-se apenas a camponeses rurais, frequentemente pobres e analfabetos. Uma definição mais contemporânea de povo é um grupo social que inclui duas ou mais pessoas com traços comuns, que expressam sua identidade compartilhada através de tradições distintas. "Folk é um conceito flexível que pode se referir a uma nação como no folclore americano ou a uma única família". Essa definição social expandida de folclore apóia uma visão mais ampla do material considerado artefato folclórico. Isso agora inclui "coisas que as pessoas fazem com palavras (conhecimento verbal), coisas que fazem com as mãos (conhecimento material) e coisas que fazem com suas ações (conhecimento habitual)". O folclorista estuda os artefatos tradicionais de um grupo. Eles estudam os grupos, dentro dos quais esses costumes, tradições e crenças são transmitidos.
A transmissão desses artefatos é uma parte vital do processo folclórico. Sem comunicar essas crenças e costumes dentro do grupo no espaço e no tempo, eles se tornariam fragmentos culturais relegados a arqueólogos culturais. Esses artefatos populares continuam a ser repassados informalmente dentro do grupo, como regra anonimamente e sempre em múltiplas variantes. Para o grupo folclórico não é individualista, é baseado na comunidade e alimenta sua tradição na comunidade. Isso contrasta diretamente com a alta cultura, onde qualquer obra de um artista nomeado é protegida pela lei de direitos autorais.
O folclorista se esforça para entender o significado dessas crenças, costumes e objetos para o grupo. Pois "folclore significa algo - para o contador de histórias, para o cantor, para o violinista e para o público ou destinatários". Essas unidades culturais não seriam repassadas, a menos que tivessem alguma relevância contínua dentro do grupo. Esse significado pode, no entanto, mudar e se transformar.

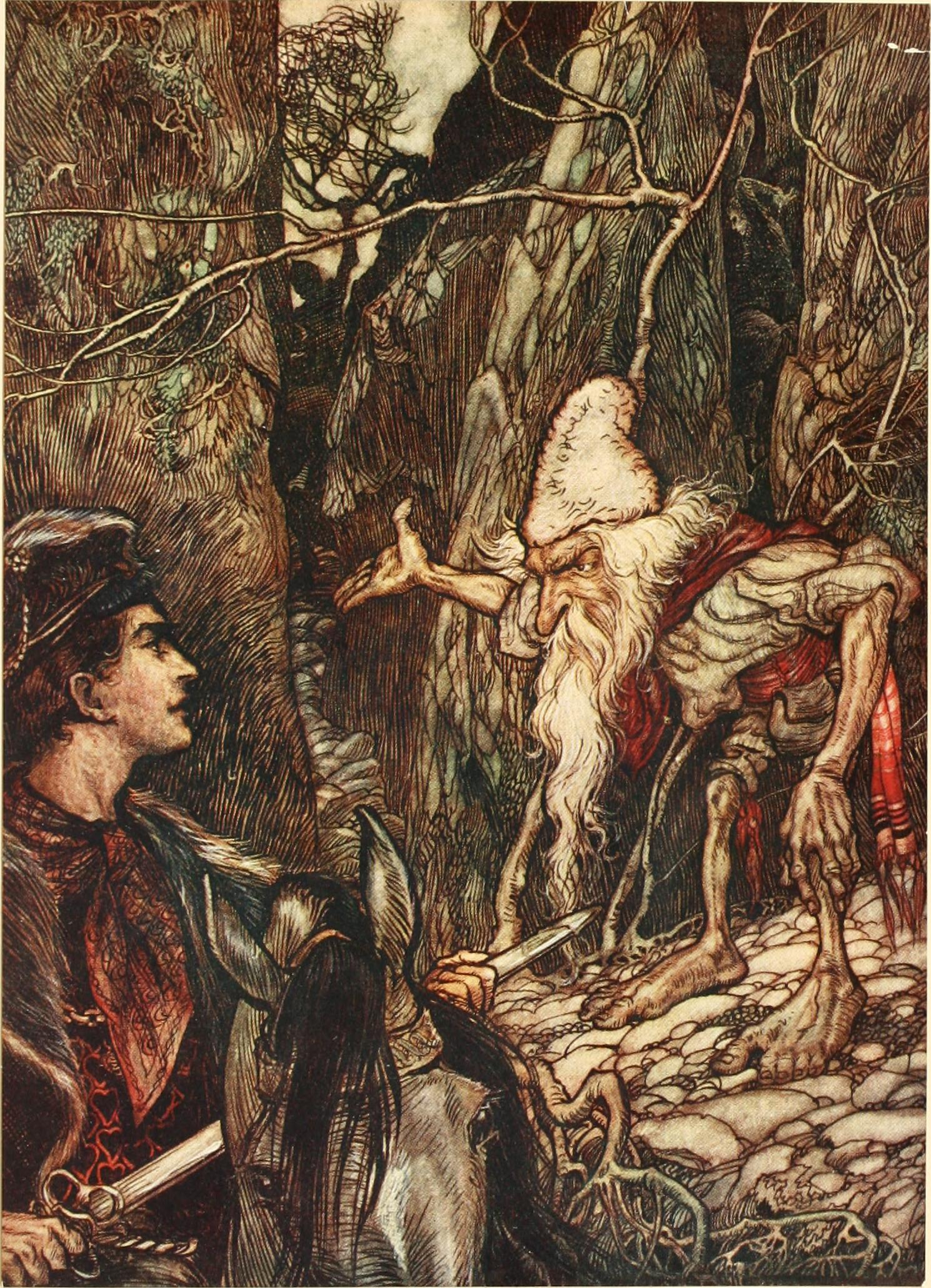
Irmãos Grimm (1916)

Com uma sofisticação cada vez mais teórica das ciências sociais, tornou-se evidente que o folclore é um componente natural e necessário de qualquer grupo social, e de fato está ao nosso redor. Não precisa ser antigo nem antiquado. Ele continua a ser criado, transmitido e em qualquer grupo pode ser usado para diferenciar entre "nós" e "eles". Todas as culturas têm seu próprio folclore único, e cada cultura deve desenvolver e refinar as técnicas e métodos de estudos folclóricos mais eficazes na identificação e pesquisa de seus próprios. Como disciplina acadêmica, os estudos folclóricos abrangem o espaço entre as Ciências Sociais e as Ciências Humanas. Nem sempre foi esse o caso. O estudo do folclore teve origem na Europa na primeira metade do século XIX, com foco no folclore oral das populações camponesas rurais. O "Kinder- und Hausmärchen" dos Irmãos Grimm (publicado pela primeira vez em 1812) é o mais conhecido, mas de maneira alguma apenas a coleção de folclore verbal do campesinato europeu. Esse interesse por histórias, provérbios e canções, ou seja, conhecimento verbal, continuou ao longo do século XIX e alinhou a disciplina incipiente dos estudos folclóricos com a Literatura e a Mitologia. Na virada para o século XX, os folcloristas europeus continuavam focados no folclore oral das populações camponesas homogêneas em suas regiões, enquanto os folcloristas americanos, liderados por Franz Boas, optaram por considerar as culturas nativas americanas em suas pesquisas e incluíram a totalidade de seus costumes e crenças como folclore. Essa distinção alinhava os estudos do folclore americano com a antropologia e etnologia cultural, usando as mesmas técnicas de coleta de dados em suas pesquisas de campo. Essa aliança dividida de estudos folclóricos entre as ciências humanas e as ciências sociais oferece uma riqueza de pontos de vista teóricos e ferramentas de pesquisa para o campo dos estudos folclóricos como um todo, mesmo que continue sendo um ponto de discussão dentro do próprio campo.
O folclore público é um ramo relativamente novo dos estudos folclóricos; começou após a Segunda Guerra Mundial e modelou-se no trabalho seminal de Alan Lomax e Ben Botkin na década de 1930, que enfatizava o folclore aplicado. Os folcloristas do setor público trabalham para documentar, preservar e apresentar as crenças e costumes de diversos grupos culturais em sua região. Essas posições costumam ser afiliadas a museus, bibliotecas, organizações de artes, escolas públicas, sociedades históricas etc. O mais conhecido deles é o American Folklife Center no Smithsonian, juntamente com o Smithsonian Folklife Festival, realizado todos os verões em Washington, DC. O folclore público se diferencia do folclore acadêmico apoiado pelas universidades, em que coleta, pesquisa e análise são os principais objetivos.

## Termonologia
Os termos estudos folclóricos e folclore pertencem a uma família de palavras grande e confusa. Já usamos os pares de sinônimos Folclorismo/Estudos da Vida Folclórica (Folklife) e folclore/folklife, todos atualmente em uso no campo. Folclore era o termo original usado nesta disciplina. Seu sinônimo, folklife, entrou em circulação na segunda metade do século XX, em uma época em que alguns pesquisadores achavam que o termo folclore estava intimamente ligado exclusivamente ao conhecimento oral. O novo termo vida popular, juntamente com seu sinônimo cultura popular, pretende incluir categoricamente todos os aspectos de uma cultura, não apenas as tradições orais. O processo folclórico é usado para descrever o refinamento e a mudança criativa de artefatos pelos membros da comunidade dentro da tradição folclórica que define o processo folclórico. Profissionais desse campo, independentemente de outras palavras que usem, consideram-se folcloristas.
Outros termos que podem ser confundidos com o folclore são a cultura popular e a cultura vernacular, os quais variam do folclore de maneiras distintas. A cultura pop tende a ser procurada por um tempo limitado; geralmente é produzido em massa e comunicado usando meios de comunicação de massa. Individualmente, esses tendem a ser rotulados como modismos e desaparecem tão rapidamente quanto aparecem. O termo cultura vernacular difere do folclore em sua ênfase predominante em uma localidade ou região específica. Por exemplo, a arquitetura vernacular denota a forma padrão de construção de uma região, usando os materiais disponíveis e projetados para atender às necessidades funcionais da economia local. A arquitetura popular é um subconjunto disso, no qual a construção não é feita por um arquiteto ou construtor profissional, mas por um indivíduo que cria uma estrutura necessária no estilo local. Em um sentido mais amplo, todo folclore é vernacular, ou seja, vinculado a uma região, enquanto nem tudo que é vernacular é necessariamente folclore.
Existem também outros cognatos usados em conexão com estudos folclóricos. Folclore refere-se a "elementos materiais ou estilísticos do folclore [apresentados] em um contexto que é estranho à tradição original". Essa definição, oferecida pelo folclorista Hermann Bausinger, não descarta a validade do significado expresso nessas tradições de "segunda mão". Muitos filmes e produtos de Walt Disney pertencem a essa categoria de folclorismo; os contos de fada, originalmente contados em torno de uma fogueira de inverno, tornaram-se personagens de filmes de animação, bichos de pelúcia e roupas de cama. Seu significado, por mais distante que esteja da tradição original de contar histórias, não diminui a importância e o significado que eles têm para o público jovem. Fakelore refere-se a artefatos que podem ser chamados de pseudo-folclore ; estes são itens fabricados que afirmam ser tradicionais. O folclorista Richard Dorson cunhou essa palavra, esclarecendo-a em seu livro "Folclore e Fakelore". O pensamento atual dentro da disciplina é que esse termo coloca uma ênfase indevida na origem do artefato como um sinal de autenticidade da tradição. O adjetivo folclórico é usado para designar materiais com o caráter de folclore ou tradição, ao mesmo tempo que não reivindica a autenticidade.

## Metodologia
Existem vários objetivos de pesquisa folclórica ativa. O primeiro objetivo é identificar os portadores da tradição dentro de um grupo social e coletar sua sabedoria, preferencialmente in situ. Uma vez coletados, esses dados precisam ser documentados e preservados para permitir mais acesso e estudo. O conhecimento documentado está então disponível para ser analisado e interpretado por folcloristas e outros historiadores culturais, e pode se tornar a base para estudos de costumes individuais ou estudos comparativos. Existem vários locais, sejam eles museus, periódicos ou festivais folclóricos, para apresentar os resultados da pesquisa. O passo final nessa metodologia envolve a defesa desses grupos em sua distinção.
As ferramentas específicas necessárias aos folcloristas para fazer sua pesquisa são múltiplas.
- Os pesquisadores devem se sentir à vontade no trabalho de campo; saindo para encontrar seus informantes onde vivem, trabalham e se apresentam.
- Eles precisam acessar arquivos que abrigam uma vasta gama de coleções folclóricas não publicadas.
- Eles vão querer trabalhar com museus folclóricos, para ver as coleções e apresentar suas próprias descobertas.
- As bibliografias mantidas pelas bibliotecas e on-line contêm um acervo importante de artigos de todo o mundo.
- O uso de índices permite visualizar e usar a categorização de artefatos que já foram estabelecidos.
- Todo o trabalho de um folclorista deve ser anotado adequadamente, a fim de fornecer fontes identificáveis do trabalho.
- Para todos os folcloristas, a terminologia se torna uma habilidade a ser dominada, pois eles acotovela-se não apenas com campos acadêmicos relacionados, mas também com a compreensão coloquial (o que exatamente é um conto de fadas?). Esse vocabulário compartilhado, com tons variados e, às vezes, divergentes de significado, precisa ser usado de maneira ponderada e consistente.
- O uso de fontes impressas para localizar e identificar outras variantes de uma tradição popular é um complemento necessário à pesquisa de campo.
- Como a transmissão de artefatos populares precedeu e ignorou o estabelecimento de fronteiras nacionais e políticas, é importante cultivar conexões internacionais com folcloristas de países vizinhos e ao redor do mundo para comparar os artefatos pesquisados e a metodologia utilizada.
- É necessário um conhecimento da história dos estudos folclóricos para identificar a direção e, mais importante, os preconceitos que o campo adotou no passado, permitindo-nos moderar a análise atual com mais imparcialidade.[15][b]

O folclorista também esfrega os ombros com pesquisadores, ferramentas e perguntas de campos vizinhos: literatura, antropologia, história cultural, linguística, geografia, musicologia, sociologia, psicologia. Esta é apenas uma lista parcial dos campos de estudo relacionados aos estudos folclóricos, todos unidos por um interesse comum no assunto.

## História

### Das antiguidades ao folclore

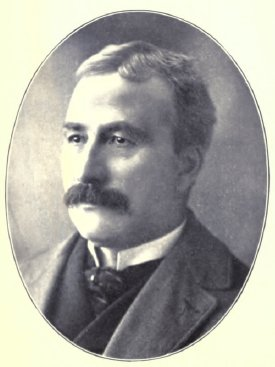
William John Thomas

Está bem documentado que o termo "folclore" foi cunhado em 1846 pelo inglês William Thoms. Ele a fabricou para uso em um artigo publicado na edição de 22 de agosto de 1846 do The Athenaeum. Thoms conscientemente substituiu a terminologia contemporânea de "antiguidades populares" ou "literatura popular" por esta nova palavra. O folclore deveria enfatizar o estudo de um subconjunto específico da população: o campesinato rural, principalmente analfabeto. Em seu pedido publicado de ajuda na documentação de antiguidades, Thoms estava ecoando estudiosos de todo o continente europeu para coletar artefatos de tradições culturais mais antigas, principalmente orais, ainda florescendo entre a população rural. Na Alemanha, os Irmãos Grimm publicaram pela primeira vez seu "Kinder- und Hausmärchen" em 1812. Eles continuaram durante toda a vida coletando contos populares alemães para incluir em sua coleção. Na Escandinávia, os intelectuais também procuravam suas autênticas raízes teutônicas e rotularam seus estudos de Folkeminde (dinamarquês) ou Folkermimne (norueguês). toda a Europa e América, outros colecionadores de folclore estavam trabalhando. Thomas Crofton Croker publicou contos de fadas do sul da Irlanda e, juntamente com sua esposa, documentou o lamento e outros costumes funerários irlandeses. Elias Lönnrot é mais conhecido por sua coleção de poemas épicos finlandeses publicados sob o título Kalevala. John Fanning Watson, nos Estados Unidos, publicou os "Annals of Philadelphia".
Com o aumento da industrialização, urbanização e o aumento da alfabetização em toda a Europa no século XIX, os folcloristas preocupavam-se com o conhecimento e as crenças orais, o folclore do povo rural seria perdido. Foi postulado que as histórias, crenças e costumes eram fragmentos sobreviventes de uma mitologia cultural da região, anterior ao cristianismo e enraizados em povos e crenças pagãs. Esse pensamento acompanha o surgimento do nacionalismo em toda a Europa. Alguns folcloristas britânicos, em vez de lamentar ou tentar preservar culturas rurais ou pré-industriais, via seu trabalho como um meio de promover a industrialização, o racionalismo científico e o desencantamento.
À medida que a necessidade de coletar esses vestígios das tradições rurais se tornou mais convincente, tornou-se evidente a necessidade de formalizar esse novo campo de estudos culturais. A Sociedade Britânica do Folclore foi criada em 1878 e a Sociedade Americana do Folclore foi criada uma década depois. Estas eram apenas duas de uma infinidade de sociedades acadêmicas fundadas na segunda metade do século XIX por membros instruídos da classe média emergente. Para intelectuais urbanos alfabetizados e estudantes de folclore, o povo era outra pessoa e o passado era reconhecido como algo verdadeiramente diferente. folclore tornou-se uma medida do progresso da sociedade, até onde avançamos no presente industrial e, de fato, nos afastamos de um passado marcado pela pobreza, analfabetismo e superstição. A tarefa do folclorista profissional e do amador na virada do século XX era coletar e classificar artefatos culturais das áreas rurais pré-industriais, paralelamente ao impulso das ciências da vida em fazer o mesmo pelo mundo natural. "O povo era um rótulo claro para diferenciar os materiais da vida moderna... os espécimes de materiais que deveriam ser classificados na história natural da civilização. Os contos, originalmente dinâmicos e fluidos, receberam estabilidade e concretude por meio da página impressa".
Visto como fragmentos de uma cultura pré-alfabetizada, essas histórias e objetos foram coletados sem contexto para serem exibidos e estudados em museus e antologias, assim como ossos e panelas foram reunidos para as ciências da vida. Kaarle Krohn e Antti Aarne eram colecionadores ativos de poesia folclórica na Finlândia. O escocês Andrew Lang é conhecido por seus 25 volumes de livros de fadas de Andrew Lang de todo o mundo. Francis James Child era um acadêmico americano que colecionava baladas populares inglesas e escocesas e suas variantes americanas, publicadas como as baladas infantis. Nos Estados Unidos, Mark Twain e Washington Irving recorreram ao folclore para escrever suas histórias. Um Samuel Clemens também foi membro fundador da American Folklore Society.

### Aarne-Thompson e o método histórico-geográfico
No início do século XX, essas coleções cresceram para incluir artefatos de todo o mundo e de vários séculos. Um sistema para organizá-los e categorizá-los tornou-se necessário. Antti Aarne publicou um primeiro sistema de classificação para contos populares em 1910. Mais tarde foi expandido para o sistema de classificação Aarne-Thompson por Stith Thompson e continua sendo o sistema de classificação padrão para contos populares europeus e outros tipos de literatura oral. À medida que o número de artefatos classificados crescia, notavam-se similaridades nos itens coletados em regiões geográficas, grupos étnicos e épocas muito diferentes.
Em um esforço para entender e explicar as semelhanças encontradas nos contos de diferentes locais, os folcloristas finlandeses Julius e Kaarle Krohne desenvolveram o método histórico-geográfico, também chamado de método finlandês. Usando várias variantes de um conto, esse método de investigação tentou retroceder no tempo e no local para compilar a versão original do que consideravam os fragmentos incompletos ainda existentes. Essa foi a busca pelo "Urform", que por definição era mais completo e mais "autêntico" que as versões mais recentes e mais dispersas. O método histórico-geográfico foi descrito sucintamente como uma "mineração quantitativa do arquivo resultante e a extração de padrões de distribuição no tempo e no espaço". É baseado na suposição de que todo artefato de texto é uma variante do texto original. Como proponente deste método, Walter Anderson propôs adicionalmente uma Lei de Autocorreção, isto é, um mecanismo de feedback que manteria as variantes mais próximas da forma original.
Foi durante as primeiras décadas do século XX que os Estudos Folclóricos na Europa e na América começaram a divergir. Os europeus continuaram com sua ênfase nas tradições orais do camponês pré-alfabetizado e permaneceram conectados aos estudos literários nas universidades. Por essa definição, o folclore era completamente baseado na esfera cultural europeia; qualquer grupo social que não se originasse na Europa deveria ser estudado por etnólogos e antropólogos culturais. Sob esse prisma, alguns estudiosos do século XXI interpretaram o folclorismo europeu como um instrumento do colonialismo interno, paralelamente às dimensões imperialistas da antropologia cultural e do orientalismo do início do século XX. Ao contrário da antropologia contemporânea, no entanto, muitos folcloristas europeus primitivos eram eles próprios membros dos grupos priorizados que a folclorística pretendia estudar; por exemplo, Andrew Lang e James George Frazer eram ambos escoceses e estudavam contos populares rurais de cidades próximas de onde cresceram.
Em contraste com isso, os folcloristas americanos, sob a influência dos alemães-americanos Franz Boas e Ruth Benedict, procuraram incorporar outros grupos culturais que vivem em sua região no estudo do folclore. Isso incluía não apenas costumes trazidos pelos imigrantes do norte da Europa, mas também afro-americanos, acadianos do leste do Canadá, Cajuns da Louisiana, hispânicos do sudoeste americano e nativos americanos. Não apenas esses grupos culturais distintos viviam nas mesmas regiões, mas sua proximidade um com o outro fez com que suas tradições e costumes se misturassem. O conhecimento desses grupos sociais distintos, todos americanos, era considerado o bailiwick dos folcloristas americanos e alinhava os estudos folclóricos americanos mais com a etnologia do que com os estudos literários.

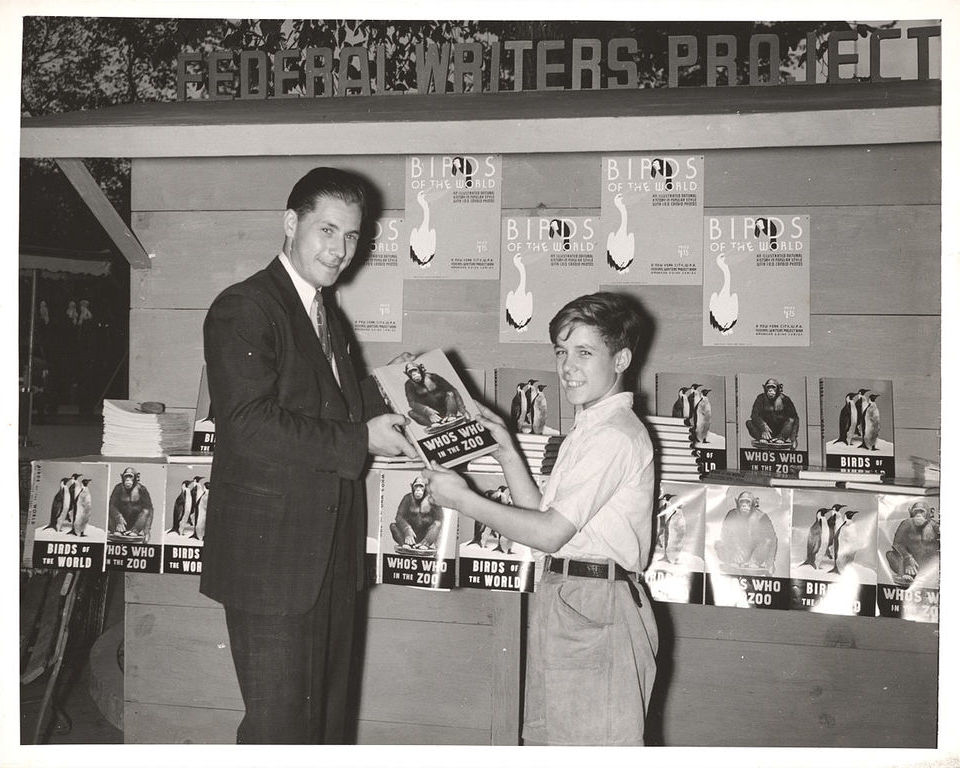
Projeto dos Escritores Federais

### Grande Depressão e o projeto dos escritores federais
Depois vieram os anos 30 e a Grande Depressão mundial. Nos Estados Unidos, o Projeto Federal Writers foi estabelecido como parte do WPA. Seu objetivo era oferecer emprego remunerado a milhares de escritores desempregados, envolvendo-os em vários projetos culturais em todo o país. Esses trabalhadores de colarinho branco foram enviados como trabalhadores de campo para coletar o folclore oral de suas regiões, incluindo histórias, canções, expressões idiomáticas e dialetos. A mais famosa dessas coleções é a Coleção Narrativa Escrava. O folclore coletado sob os auspícios do Federal Writers Project durante esses anos continua a oferecer uma mina de ouro de materiais primários para folcloristas e outros historiadores culturais.
Como presidente do Projeto Federal Writers entre 1938 e 1942, Benjamin A. Botkin supervisionou o trabalho desses trabalhadores de campo do folclore. Botkin e John Lomax foram particularmente influentes durante esse período na expansão das técnicas de coleta de folclore para incluir mais detalhes do contexto da entrevista. Foi uma mudança significativa em relação à visualização dos artefatos coletados como fragmentos isolados, restos quebrados de um todo pré-histórico incompleto. Usando essas novas técnicas de entrevista, o conhecimento coletado tornou-se incorporado e imbuído de significado no âmbito de sua prática contemporânea. A ênfase mudou do folclore para o povo, ou seja, os grupos e as pessoas que deram significado a esse folclore na vida diária contemporânea.

### Folclore alemão no Terceiro Reich
Na Europa, nessas mesmas décadas, os estudos folclóricos estavam à deriva em uma direção diferente. Ao longo do século XIX, o folclore esteve ingenuamente ligado aos ideais românticos da alma do povo, nos quais os contos e canções folclóricas contavam as vidas e façanhas dos heróis étnicos. O folclore registrou as origens míticas de diferentes povos da Europa e estabeleceu o início do orgulho nacional. Na primeira década do século XX, havia sociedades acadêmicas e posições individuais de folclore em universidades, academias e museus; no entanto, o estudo do Volkskunde alemão ainda não havia sido definido como uma disciplina acadêmica.

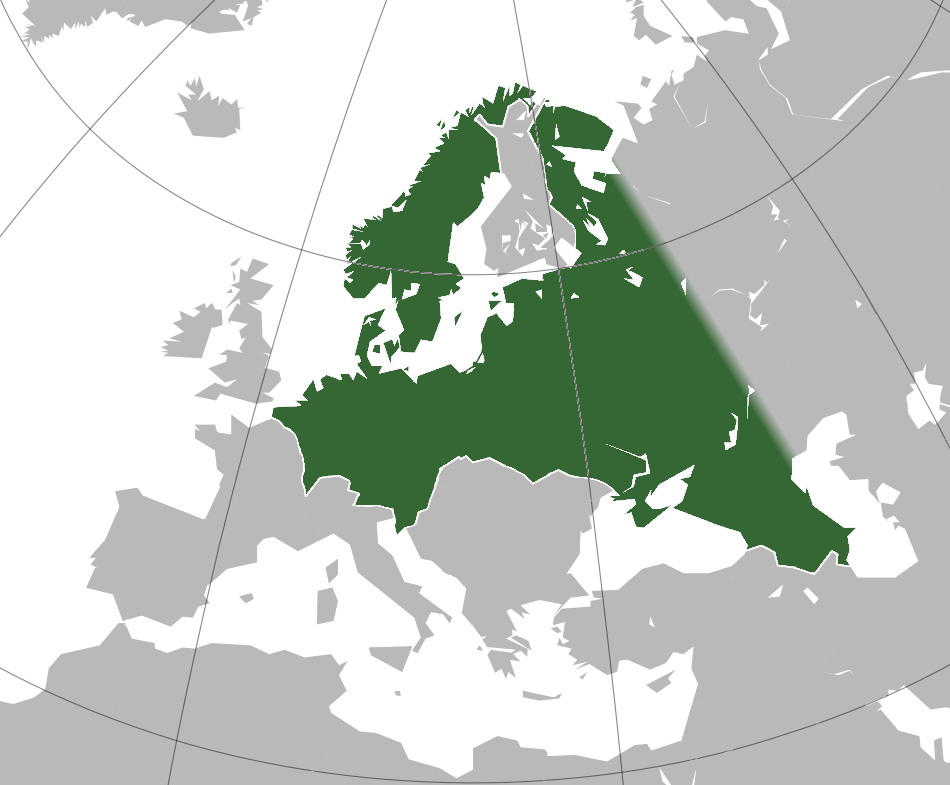
Reich Germânico Maior

Na década de 1920, esse movimento originalmente inocente foi usurpado por forças políticas nacionalistas em vários países europeus, principalmente na Alemanha. Foi durante essa década que ocorreu uma congruência infeliz com a ideologia socialista nacional; o vocabulário do alemão Volkskunde, palavras como Volk (folclórica), Rasse (raça), Stamm (tribo) e Erbe (herança) mapeadas ordenadamente nos dogmas políticos de Adolf Hitler e do partido nazista. O objetivo expresso dos nacional-socialistas era restabelecer a pureza das tribos germânicas, isto é, nórdicas, na Europa. O filósofo alemão Ernst Bloch foi um dos principais apologistas dessa ideologia. “A ideologia nazista apresentava pureza racial como meio de curar as feridas do estado alemão em sofrimento após a Primeira Guerra Mundial. Hitler pintou a heterogeneidade étnica da Alemanha como uma das principais razões da fraqueza econômica e política do país, e prometeu restaurar um domínio alemão baseado em um povo alemão limpo e, portanto, forte. Pureza racial ou étnica ”era o objetivo dos nazistas, com a intenção de forjar um Reich Germânico Maior.
Nas décadas imediatamente após a Segunda Guerra Mundial, departamentos do Folclore estavam sendo estabelecidos em várias universidades alemãs. No entanto, uma análise do papel dos estudos folclóricos na justificação e apoio aos abusos criminais durante o Terceiro Reich não começou até 20 anos após a Segunda Guerra Mundial na Alemanha Ocidental. A bolsa de estudos, em particular as obras de Hermann Bausinger e Wolfgang Emmerich, na década de 1960, apontou que o vocabulário atual em Volkskunde era ideal para o tipo de ideologia que os nacional-socialistas haviam construído. Foram então outros 20 anos antes de convocar a conferência de Munique de 1986 sobre Folclore e Nacional Socialismo. Esta continua sendo uma discussão difícil e dolorosa dentro da comunidade folclórica alemã.

### Após a Segunda Guerra Mundial
Após a Segunda Guerra Mundial, continuou a discussão sobre se os estudos folclóricos deveriam ser alinhados com a literatura ou a etnologia. Nessa discussão, muitas vozes tentavam identificar ativamente a abordagem ideal a ser adotada na análise de artefatos folclóricos. Uma grande mudança já havia sido iniciada por Franz Boas. A cultura não era mais vista em termos evolutivos; cada cultura tem sua própria integridade e integridade e não estava progredindo nem para a totalidade nem para a fragmentação. Os artefatos individuais devem ter significado dentro da cultura e para os próprios indivíduos, a fim de assumir relevância cultural e garantir a transmissão contínua. Como o movimento folclórico europeu havia sido orientado principalmente para as tradições orais, um novo termo, vida folclórica, foi introduzido para representar toda a gama da cultura tradicional. Isso incluiu música, dança, narrativa, artesanato, figurino, foodways e muito mais.
O folclore tornou-se mais do que apenas coisas, tornou-se um verbo. O folclore foi o evento de fazer dentro de um determinado contexto, para um público específico, usando artefatos como acessórios necessários na comunicação de tradições entre indivíduos e dentro de grupos. A partir da década de 1970, essas novas áreas de estudos folclóricos se articularam em estudos de desempenho, onde comportamentos tradicionais são avaliados e compreendidos no contexto de seu desempenho. É o significado dentro do grupo social que se torna o foco desses folcloristas, principalmente entre eles Richard Baumann e Barbara Kirshenblatt-Gimblett. Incluindo qualquer desempenho é uma estrutura que sinaliza que o seguinte é algo fora da comunicação comum. Por exemplo, "Então, você já ouviu aquele..." sinaliza automaticamente o seguinte como uma piada. Uma performance pode ocorrer dentro de um grupo cultural, reiterando e reforçando os costumes e crenças do grupo. Ou pode ser uma performance para um grupo externo, no qual o primeiro objetivo é diferenciar os artistas da plateia.
Essa análise vai além do próprio artefato, seja dança, música ou narrativa. Isso vai além dos artistas e de suas mensagens. Como parte dos estudos de desempenho, o público se torna parte do desempenho. Se algum desempenho folclórico se afastar muito das expectativas do público, provavelmente será trazido de volta por meio de um loop de feedback negativo na próxima iteração. O intérprete e o público estão agindo dentro das "Leis Gêmeas" da transmissão do folclore, nas quais novidade e inovação são equilibradas pelas forças conservadoras do familiar. Além disso, a presença de um observador do folclore em uma performance de qualquer tipo influenciará a performance em si de maneiras sutis e não tão sutis. Como o folclore é primeiramente um ato de comunicação entre as partes, é incompleto sem a inclusão da recepção em sua análise. A compreensão do desempenho do folclore como comunicação leva diretamente à teoria lingüística moderna e aos estudos da comunicação. As palavras refletem e moldam nossa visão de mundo. As tradições orais, particularmente em sua estabilidade ao longo de gerações e até séculos, fornecem uma percepção significativa das maneiras pelas quais os participantes de uma cultura vêem, entendem e expressam suas respostas ao mundo ao seu redor.

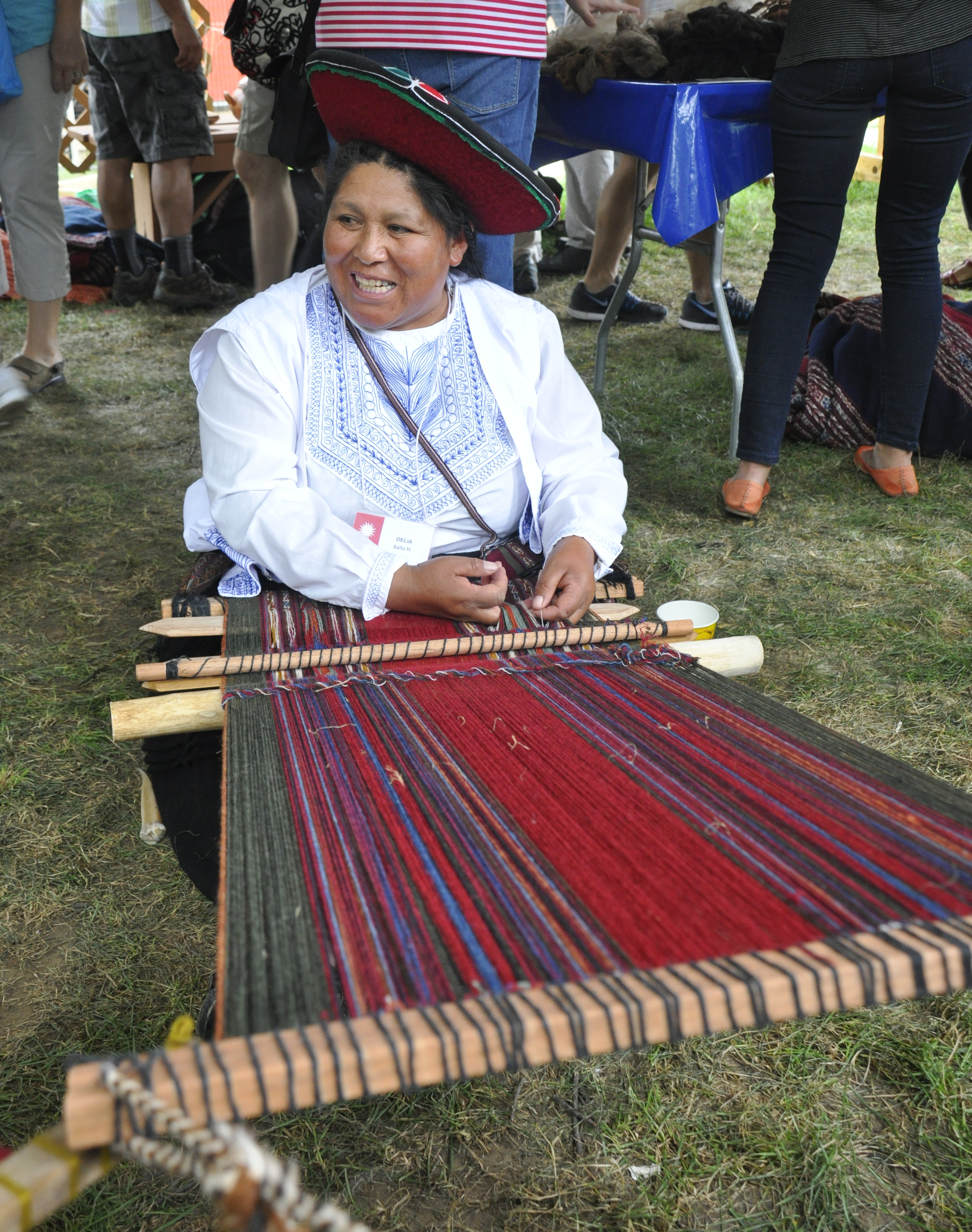
Festival de Vida Folclórica Smithsonian de 2015

Três principais abordagens à interpretação folclórica foram desenvolvidas durante a segunda metade do século XX. O estruturalismo nos estudos folclóricos tenta definir as estruturas subjacentes ao folclore oral e costumeiro. Uma vez classificados, era fácil para os folcloristas estruturais perderem de vista a questão principal: quais são as características que mantêm uma forma constante e relevante por várias gerações? O funcionalismo nos estudos folclóricos também veio à tona após a Segunda Guerra Mundial; como porta-voz, William Bascom formulou as 4 funções do folclore. Essa abordagem adota uma abordagem de cima para baixo para entender como uma forma específica se encaixa e expressa significado na cultura como um todo. Um terceiro método de análise folclórica, popular no final do século XX, é a Interpretação Psicanalítica, defendida por Alan Dundes. Suas monografias, incluindo um estudo do subtexto homoerótico no futebol americano e elementos anal-eróticos no folclore alemão, nem sempre foram apreciadas e envolveram Dundes em várias importantes controvérsias nos estudos folclóricos durante sua carreira. Fiel a cada uma dessas abordagens e a outras que alguém queira empregar (questões políticas, femininas, cultura material, contextos urbanos, texto não verbal, ad infinitum), qualquer que seja a perspectiva escolhida, destacará algumas características e deixará outras características no contexto. sombras.
Com a aprovação em 1976 da Lei Americana de Preservação da Vida Folclórica, os estudos sobre folclore nos Estados Unidos atingiram a maioridade. Esta legislação segue os passos de outra legislação projetada para salvaguardar aspectos mais tangíveis de nossa herança nacional dignos de proteção. Essa lei também marca uma mudança em nossa consciência nacional; dá voz ao entendimento nacional de que a diversidade no país é uma característica unificadora, não algo que nos separa. "Não vemos mais a diferença cultural como um problema a ser resolvido, mas como uma tremenda oportunidade. Na diversidade da vida popular americana, encontramos um mercado repleto de trocas de formas tradicionais e ideias culturais, um recurso rico para os americanos". Essa diversidade é comemorada anualmente no Smithsonian Folklife Festival e em muitos outros festivais de vida folclórica em todo o país.

## Estudos folclóricos globais

### Estudos folclóricos e nacionalismo na Turquia

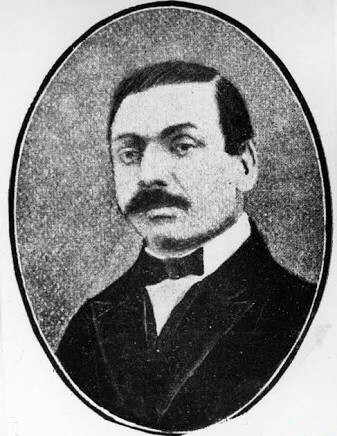
Sinasi Bozalti

O interesse pelo folclore despertou na Turquia por volta da segunda metade do século XIX, quando surgiu a necessidade de determinar uma língua nacional. Seus escritos consistiam em vocabulário e regra gramatical da língua árabe e persa. Embora os intelectuais otomanos não tenham sido afetados pela lacuna na comunicação, em 1839, a reforma Tanzimat introduziu uma mudança na literatura otomana. Uma nova geração de escritores com contato com o Ocidente, especialmente a França, notou a importância da literatura e seu papel no desenvolvimento das instituições. Seguindo os modelos estabelecidos pelos ocidentais, a nova geração de escritores retornou à Turquia trazendo consigo as ideologias de romances, contos, peças de teatro e jornalismo. Essas novas formas de literatura foram criadas para esclarecer o povo da Turquia, influenciando as mudanças políticas e sociais dentro do país. No entanto, a falta de entendimento para a linguagem de seus escritos limitou seu sucesso em promover mudanças.
O uso da linguagem do "povo comum" para criar literatura influenciou os escritores do Tanzimat a interessar-se pelo folclore e pela literatura folclórica. Em 1859, o escritor Sinasi Bozalti, escreveu uma peça em linguagem simples o suficiente para ser entendida pelas massas. Mais tarde, ele produziu uma coleção de quatro mil provérbios. Muitos outros poetas e escritores de todo o país turco começaram a se juntar ao movimento, incluindo Ahmet Midhat Efendi, que compôs contos baseados nos provérbios escritos por Sinasi. Esses contos, como muitas histórias folclóricas de hoje, destinavam-se a ensinar lições morais a seus leitores.

## Inclinando-se no século XXI
Com o advento da era digital, a questão mais uma vez se coloca em relação à relevância do folclore neste novo século. Embora a profissão de folclore cresça e os artigos e livros sobre tópicos folclóricos proliferam, o papel tradicional do folclorista está realmente mudando.

### Globalização
A América é conhecida como uma terra de imigrantes; com exceção das primeiras nações indígenas, todos originalmente vieram de outro lugar. Os americanos têm orgulho de sua diversidade cultural. Para os folcloristas, este país representa um grande número de culturas, esfregando os cotovelos, misturando-se e combinando em emocionantes combinações à medida que as novas gerações surgem. É no estudo da vida folclórica que começamos a entender os padrões culturais subjacentes aos diferentes grupos étnicos. A linguagem e os costumes oferecem uma janela para a visão da realidade. "O estudo de diferentes visões de mundo entre grupos étnicos e nacionais nos Estados Unidos continua sendo uma das tarefas inacabadas mais importantes para folcloristas e antropólogos".
Ao contrário de uma preocupação generalizada, não estamos vendo uma perda de diversidade e aumentando a homogeneização cultural em todo o país. De fato, os críticos dessa teoria apontam que, à medida que diferentes culturas se misturam, o cenário cultural se torna multifacetado com a mistura de costumes. As pessoas tomam conhecimento de outras culturas e escolhem diferentes itens a serem adotados. Um exemplo notável disso é a Árvore de Natal Judaica, um ponto de alguma disputa entre os judeus americanos.
O folclore do setor público foi introduzido na Sociedade Americana de Folclore no início dos anos 70. Esses folcloristas públicos trabalham em museus e agências culturais para identificar e documentar as diversas culturas folclóricas e artistas folclóricos de sua região. Além disso, eles oferecem locais de performance para os artistas, com os dois objetivos de entretenimento e educação sobre diferentes grupos étnicos. Dado o número de festivais folclóricos realizados em todo o mundo, fica claro que a multiplicidade cultural de uma região é apresentada com orgulho e entusiasmo. Folcloristas públicos estão cada vez mais envolvidos em projetos de desenvolvimento econômico e comunitário para elucidar e esclarecer diferentes visões de mundo dos grupos sociais afetados pelos projetos.

### Bancos de dados informatizados e big data
Depois que os artefatos folclóricos são registrados na World Wide Web, eles podem ser coletados em grandes bancos de dados eletrônicos e até movidos para coleções de big data. Isso obriga os folcloristas a encontrar novas maneiras de coletar e selecionar esses dados. Juntamente com esses novos desafios, a coleta eletrônica de dados oferece a oportunidade de fazer perguntas diferentes e combinar com outros campos acadêmicos para explorar novos aspectos da cultura tradicional. humor computacional é apenas um novo campo que adotou as formas orais tradicionais de piadas e anedotas para estudo, realizando sua primeira conferência dedicada em 1996. Isso nos leva além da coleta e categorização de grandes coleções de piadas. Os estudiosos estão usando computadores primeiro para reconhecer piadas em contexto e ainda tentar criar piadas usando inteligência artificial.

### Pensamento binário da era do computador
À medida que avançamos na era digital, o pensamento binário dos estruturalistas do século XX continua sendo uma ferramenta importante na caixa de ferramentas do folclorista. Isso não significa que o pensamento binário tenha sido inventado recentemente, junto com os computadores; só que tomamos consciência do poder e das limitações da construção "ou / ou". Nos estudos folclóricos, os múltiplos binários subjacentes a grande parte do pensamento teórico foram identificados - {dinamicismo : conservadorismo}, {anedota : mito}, {processo : estrutura}, {desempenho : tradição}, {improvisação : repetição}, {variação : tradicionalismo}, {repetição : inovação}; para não esquecer o binário original dos primeiros folcloristas: {tradicional : moderno} ou {antigo : Novo}. Bauman reitera esse padrão de pensamento ao afirmar que no centro de todo folclore está a tensão dinâmica entre tradição e variação (ou criatividade). Noyes usa vocabulário semelhante para definir grupo [popular] como "o jogo e a tensão contínuos entre, por um lado, as redes fluidas de relacionamento que constantemente produzimos e negociamos na vida cotidiana e, por outro lado, as comunidades imaginadas que também criamos e representamos, mas que servem como forças para estabilizar a lealdade".
Esse pensamento só se torna problemático à luz do trabalho teórico realizado sobre oposição binária, que expõe os valores intrínsecos a qualquer par binário. Normalmente, um dos dois opostos assume um papel de domínio sobre o outro. A categorização das oposições binárias é "frequentemente carregada de valores e etnocêntrica", imbuindo-as em ordem ilusória e significado superficial.

### Conceitos lineares e não lineares de tempo
Outra linha de base do pensamento ocidental também foi lançada em desordem no passado recente. Na cultura ocidental, vivemos um tempo de progresso, avançando de um momento para o outro. O objetivo é tornar-se cada vez melhor, culminando na perfeição. Nesse modelo, o tempo é linear, com causalidade direta na progressão. "Você colhe o que planta", "Um ponto no tempo salva nove", "Alfa e ômega", o conceito cristão de vida após a morte exemplifica uma compreensão cultural do tempo como linear e progressiva. Nos estudos folclóricos, retroceder no tempo também era uma avenida válida de exploração. O objetivo dos primeiros folcloristas da escola histórico-geográfica era reconstruir a partir de fragmentos de contos folclóricos o Urtext da visão de mundo mítica (pré-cristã) original. Quando e onde um artefato foi documentado? Essas foram as questões importantes colocadas pelos primeiros folcloristas em suas coleções. Armado com esses pontos de dados, um padrão de grade de coordenadas de espaço-tempo para artefatos pode ser plotado.
Aumentou a consciência de que culturas diferentes têm conceitos diferentes de tempo (e espaço). Em seu estudo "A mente do índio americano em um mundo linear", Donald Fixico descreve um conceito alternativo de tempo. O "pensamento indígena" envolve "'ver' as coisas de uma perspectiva enfatizando que círculos e ciclos são centrais para o mundo e que todas as coisas estão relacionadas dentro do Universo". Ele então sugere que "o conceito de tempo para o povo indígena tem sido tão contínuo que o tempo se torna menos relevante e a rotação da vida ou das estações do ano é enfatizada como importante". Em um exemplo mais específico, o folclorista Barre Toelken descreve os navajos como vivendo em tempos circulares, que ecoam e reforçam em seu sentido de espaço, o tradicional hogan circular ou de vários lados. falta dos dispositivos mecanicistas europeus do tempo de marcação (relógios, relógios, calendários), eles dependiam dos ciclos da natureza: nascer do sol ao pôr do sol, inverno ao verão. Suas histórias e histórias não são marcadas por décadas e séculos, mas permanecem próximas, à medida que circulam em torno dos ritmos constantes do mundo natural.
Nas últimas décadas, nossa escala de tempo se expandiu de inimaginavelmente pequeno (nanossegundos) para inimaginavelmente grande (tempo profundo). Em comparação, nosso conceito de tempo de trabalho como {passado : presente : futuro} parece quase singular. Como mapeamos a "tradição" nessa multiplicidade de escalas de tempo? Os estudos folclóricos já reconheceram isso no estudo de tradições que são realizadas em um ciclo anual de tempo circular (por exemplo, Natal, primeiro de maio) ou em um ciclo de vida de tempo linear (por exemplo, batismos, casamentos, funerais). Isso precisa ser expandido para outras tradições da tradição oral. Pois a narrativa folclórica NÃO é uma cadeia linear de narrativas isoladas, passando de uma única apresentação em nossa grade de espaço-tempo para a próxima apresentação única. Em vez disso, ele se encaixa melhor em um sistema não linear, onde um artista varia a história de uma narrativa para a seguinte, e o subestudo do artista começa a contar a história, também variando cada desempenho em resposta a vários fatores.

### Cibernética
A cibernética, desenvolvida pela primeira vez no século XX, investiga as funções e processos dos sistemas. O objetivo da cibernética é identificar e entender um loop de sinalização fechado do sistema, no qual uma ação do sistema gera uma mudança no ambiente, que por sua vez aciona o feedback do sistema e inicia uma nova ação. O campo se expandiu de um foco em sistemas mecanicistas e biológicos para um reconhecimento expandido de que essas construções teóricas também podem ser aplicadas a muitos sistemas culturais e sociais, incluindo o folclore. Uma vez divorciados de um modelo de tradição que funciona apenas em uma escala de tempo linear (ou seja, passando de uma apresentação folclórica para outra), começamos a fazer perguntas diferentes sobre como esses artefatos folclóricos se mantêm ao longo de gerações e séculos.
A tradição oral das piadas, como exemplo, é encontrada em todas as culturas e está documentada em 1600 a.C. Embora o assunto varie amplamente para refletir seu contexto cultural, a forma da piada permanece notavelmente consistente. De acordo com as teorias da cibernética e seu campo secundário de autopoiese, isso pode ser atribuído a uma autocorreção em circuito fechado incorporada à manutenção do sistema do folclore oral. A autocorreção no folclore oral foi articulada pela primeira vez pelo folclorista Walter Anderson em sua monografia sobre o rei e o abade publicada em 1923. Para explicar a estabilidade da narrativa, Anderson postulou uma “redundância dupla”, na qual o artista ouviu a história de vários outros artistas, e ele próprio a interpretou várias vezes. Isso fornece um ciclo de feedback entre repetições nos dois níveis, para reter os elementos essenciais do conto, ao mesmo tempo em que permite a incorporação de novos elementos.
Outra característica da cibernética e da autopoiese é a autogeração dentro de um sistema. Mais uma vez olhando para piadas, encontramos novas piadas geradas em resposta a eventos de forma contínua. O folclorista Bill Ellis acessou os quadros de mensagens de humor na Internet para observar em tempo real a criação de piadas tópicas após o ataque terrorista de 11 de setembro nos Estados Unidos. "Pesquisas anteriores sobre folclore foram limitadas a coletar e documentar piadas de sucesso, e somente depois que surgiram e chamaram a atenção dos folcloristas. Agora, uma coleção aprimorada na Internet cria uma máquina do tempo, por assim dizer, onde podemos observar o que acontece em o período anterior ao momento risível, quando as tentativas de humor são malsucedidas.", ou seja, antes de serem mapeadas com sucesso no formato tradicional da piada.
A cibernética de segunda ordem afirma que o observador do sistema afeta a interação sistêmica; essa interação há muito é reconhecida como problemática pelos folcloristas. O ato de observar e observar qualquer performance folclórica eleva, sem exceção, a performance de uma atuação habitual inconsciente dentro de um grupo, para e para si, para uma performance para um estranho. "Naturalmente, a presença do pesquisador muda as coisas, da mesma forma que qualquer novo participante de um ambiente social muda as coisas. Quando pessoas de diferentes origens, agendas e recursos interagem, há riscos sociais e, onde a representação e publicação estão ocorrendo, esses riscos são exacerbados..."

## Organizações e revistas acadêmicas
- American Folklore Society
- International Society for Ethnology and Folklore
- Journal of American Folklore
- Journal of Folklore Research
- The Society for Folk Life Studies
- Western Folklore
- Cultural Analysis
- Cultural Heritage

## Teorias e métodos associados
- Herança cultural
- Determinismo ambiental
- Etnologia
- Etnopoética, um método de gravação de versões em texto de poesia oral ou performances narrativas (ou seja, conhecimento verbal)
- Funcionalismo (filosofia da mente)
- Mimesis
- Estudos de desempenho
- Nacionalismo Romântico
- Evolução Social
- Estruturalismo
- Folclore do museu